# Université pontificale salésienne
L'université pontificale salésienne (latin: Universitas Pontificia Salesiana) est une université catholique fondée en 1965 par les salésiens.
Le siège de l'université pontificale est à Rome, cependant une partie de la faculté de théologie est située à Turin. Le recrutement des professeurs et des étudiants est international.

## Recteurs
- Andrea Gennaro, 1940-1952
- Eugenio Valentini, 1952-1958
- Alfons Maria Stickler, 1958-1966
- Gino Corallo, 1966-1968
- Luigi Calonghi, 1968-1971
- Antonio María Javierre Ortas, 1971-1974
- Pietro Braido, 1974-1977
- Raffaele Farina 1977-1983
- Roberto Giannatelli, 1983-1989
- Tarcisio Bertone, 1989-1991
- Angelo Amato
- Raffaele Farina, 1991-1997
- Michele Pellerey, 1997-2003
- Mario Toso (it), 2003-2009
- Carlo Nanni, 2009-2015
- Mauro Mantovani, 2015-2021
- Andrea Bozzolo, depuis 2021

## Professeurs
- Alfons Maria Stickler (1910–2007), Cardinal
- Antonio María Javierre Ortas (1921–2007), Cardinal
- Rosalio José Castillo Lara (1922–2007), Cardinal
- Raffaele  Farina (* 1933), Cardinal
- Tarcisio  Bertone (* 1934), Cardinal
- Angelo Amato (* 1938), Cardinal
- Ludwig Schwarz (de) (* 1940)
- Mario Toso (* 1950)
- Georg Söll (de) (1913–1997)
- Tommaso Demaria (1908–1996)